# Nowy Sielc (Rzewnie)
Pour les articles homonymes, voir Nowy Sielc.
Nowy Sielc (prononciation : [ˈnɔvɨ ˈɕelt͡s]) est un village polonais de la gmina de Rzewnie dans le powiat de Maków de la voïvodie de Mazovie dans le centre-est de la Pologne. Les fidèles de l'Eglise catholique romaine appartiennent à la paroisse de Saint-Simon et Saint Jude l'Apôtre à Szelkowo ou à la paroisse de Saint Jack à Rzewno.

## Histoire
De 1975 à 1998, le village appartenait administrativement à la voïvodie d'Ostrołęka.